# Општина Милас (Бистрица-Насауд)
Милас (рум. Milas) општина је у Румунији у округу Бистрица-Насауд.
Oпштина се налази на надморској висини од 363 m.